# Jules Hoffmann
Jules Alphonse Hoffmann (Echternach, Luxemburg, 1941. augusztus 2. –) luxemburgi származású francia biológus, sejtkutató, immunológus. 2007 és 2008 között a Francia Természettudományi Akadémia elnöke. 2011-ben elnyerte a fiziológiai Nobel-díjat "a veleszületett immunrendszer aktivációját érintő kutatásaiért".

## Tanulmányai
Jules Hoffmann 1941. augusztus 2-án született a luxemburgi Echternach kisvárosában. Apja középiskolai biológiatanár és lelkes entomológus volt. Rovargyűjtő kirándulásaira fiát is elvitte magával, aki ekkor szerette meg ezt a rendkívül változatos állatcsoportot; későbbi kutatómunkája is nagyrészt rájuk irányult.
A középiskola után Franciaországban, a Strasbourgi Egyetemen tanult biológiát. Diákként csatlakozott Pierre Joly laboratóriumának kutatásaihoz, amelyek során a sáskák egyedfejlődésének és szaporodásának endokrin szabályozását vizsgálták. A laboratóriumban már régóta végezték az endokrin szervek átültetését egyik sáskából a másikba, amely során soha nem tapasztaltak szepszist; ezért úgy vélték, hogy a sáskáknak nagyon hatékony immunrendszerük lehet. Akkoriban szinte semmit nem tudtak a rovarok immunrendszerének működéséről, ezért Joly megbízta Hoffmannt ennek kutatásával.
Hoffmann a sáskák vérsejtjeinek eredetét vizsgálta és a szívcső közelében jól fejlett vérképző szövetet fedezett fel. A szövet szelektív röntgenkezelése erőteljes szepszishez és meglepő módon a vedlés endokrin szabályozásának leálláshoz vezetett. Hoffmann ebből a témából írta doktori disszertációját 1969-ben.
PhD-jának megszerzése után Joly kutatói állást ajánlott Hoffmannak a Nemzeti Tudományos Kutatóközpontnál (CNRS). 1973-tól néhány évig posztdoktori ösztöndíjjal Peter Karlson marburgi laboratóriumában dolgozott, aki a vedlést szabályozó ekdizon hormont tanulmányozta. 

## Munkássága
1978-ban Joly nyugdíjba vonult, helyét a rovarendokrinológiai és -immunológiai laboratórium élén Hoffmann vette át. Fő kutatási irányai egyrészt az ekdizon bioszintézisére, metabolizmusára és biológiai hatásaira; valamint a rovarok immunrendszerére, annak biokémiai jellemzésére irányultak. Utóbbinak nagy lendületet adott, amikor a svéd Hans Boman felfedezte lepkékben a cekropin antimikrobiális fehérjét. Hoffmann munkatársa (és felesége) Danièle Hoffmann 1979-ben posztdoktori ösztöndíjjal Stockholmba, Boman laboratóriumába utazott.
1990-re a laboratórium jelentősen gyarapodott. Az addigi sejtbiológiai, biokémiai módszerek mellett bevezették a molekuláris genetikát, és a sáskák helyett a sokkal jobban ismert ecetmuslicát, a Drosophila melanogaster-t választották modellállatul. A következő mintegy 15 évben számos fertőzéssel indukálható antimikrobiális fehérjecsaládot fedeztek fel és fényt derítettek génjeik szabályozására is. Sikerült meghatározniuk azokat a receptormolekulákat (ún. Toll-receptor), amelyek felismerik a szervezetbe behatoló baktériumokat és megindítják azokat a szignálkaszkádokat, és amelyek végül beindítják az immunfehérjék termelődését. Hoffmann és munkatársainak munkájával sikerült összeállítani az ecetmuslica immunrendszerének működési vázlatát és meghatározni abban a veleszületett immunrendszer szerepét.
Az 1980-as és 1990-es években Hoffmann részt vett a Kutatóközpont több bizottságának munkájában, némelyikben vezetőként is. 1994-ben kinevezték az Kutatóközpont strasbourgi Sejt- és Molekuláris Biológiai Intézetének élére.
1992-ben a Francia Természettudományi Akadémia tagjává választotta. 2005-2006 között az Akadémia alelnöki, 2007-2008-ban pedig az elnöki teendőit látta el.
2011-ben Hoffmann (az amerikai Bruce Beutlerrel és a kanadai Ralph Steinmannal megosztva) elnyerte a fiziológiai Nobel-díjat "a veleszületett immunrendszer aktivációját érintő kutatásaiért".

## Díjai, kitüntetései
- Gay-Lussac Humboldt-díj (1984)

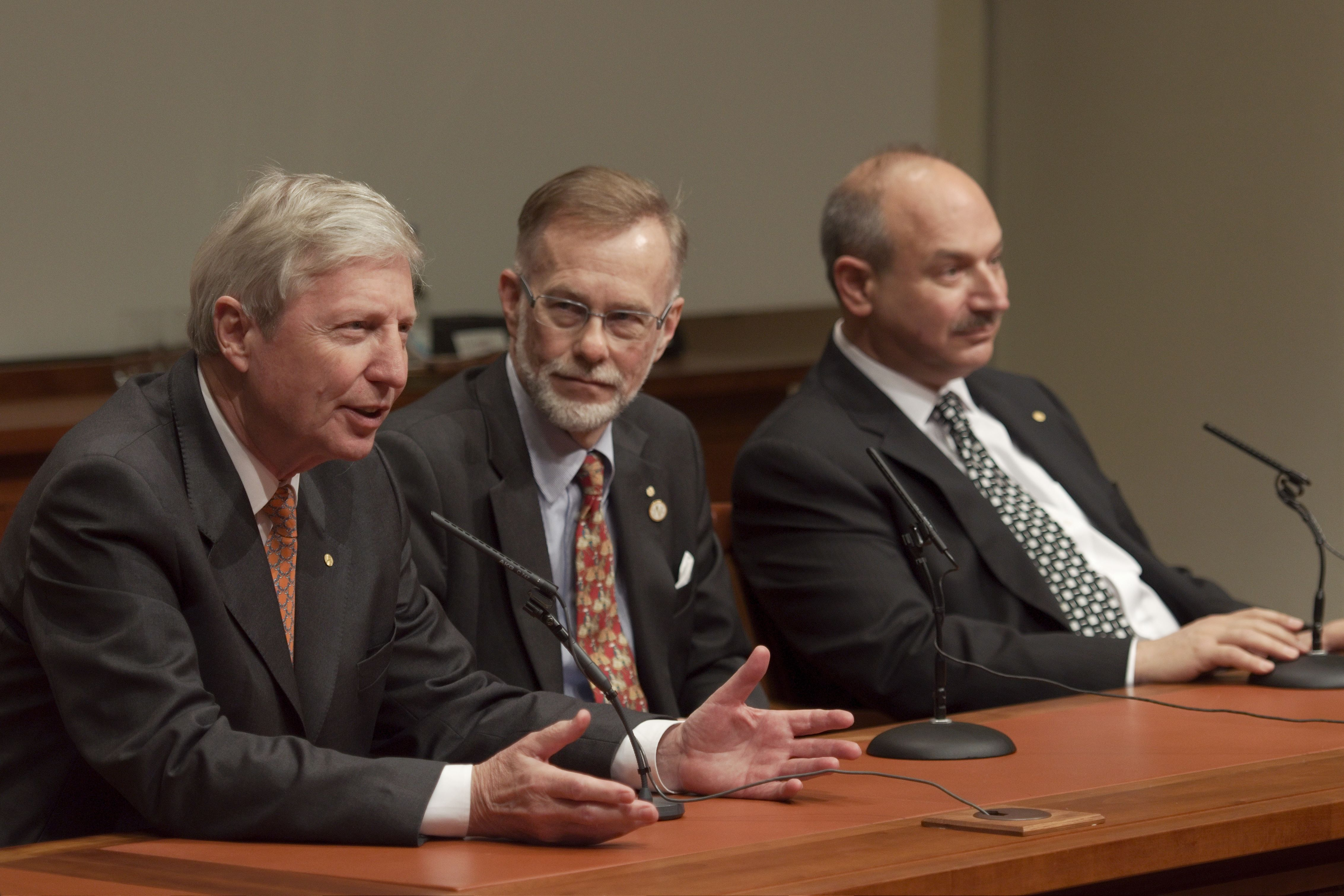
Jules Hoffmann, a Nobel Bizottság titkára, Göran K. Hansson és Bruce Beutler a 2011-es Nobel-díj átadásának sajtókonferenciáján

- a Francia Természettudományi Akadémia Alexandre Joannidès-díja (1992)
- Antoine Lacassagne-díj (2000)
- a Cancer Research Institute William B. Coley-díja (2003)
- a francia Orvosi Kutatási Alapítvány nagydíja (2004)
- Robert Koch-díj (2004)
- Balzan-díj (2007)
- Rosenstiel-díj (2010)
- Keio-díj (2010)
- Shaw-díj (2011)
- a Gairdner Alapítvány nemzetközi díja (2011)
- a CNRS aranyérme (2011)
- Fiziológiai és orvostudományi Nobel-díj (2011)
- a Becsületrend tisztikeresztje (2012)

A Francia Természettudományi Akadémián kívül tagja az Európai Molekuláris Biológiai Szervezetnek (EMBO) és a német Leopoldinának; levelező tagja az amerikai Nemzeti Tudományos Akadémiának, az Amerikai Művészeti és Tudományos Akadémiának és az Orosz Tudományos Akadémiának.